# КК Југословенска армија
КК Југословенска армија био је кошаркашки клуб са седиштем у Београду. Представљао је кошаркашки одсек Спортског савеза Централног дома Војске Југославије. Југословенска народна армија је касније основала Партизан, где је прешла већина играча.

## Сезона 1945. године
Тим је освојио Прву лигу Југославије у сезони 1945. године, победивши у финалу селекцију Србије.
У полуфиналу Прве лиге Југославије 1945. године, Југословенска амрија савладала је екипу СР Хрватске резултатом 41 : 24, а у финалу екипу СР Србије резултатом 21 : 18. Оба меча одиграна су у Суботици.
Након што је Југословенска народна армија основала Партизан, 4. октобра 1945. године, већина играча клуба Југословенска армија су тамо прешли да играју током сезоне 1946. укључујући Марјановића, Ковачевића, Мунћана, Николића, Алагића, Костића и Влаховића, а клуб је престао да постоји.